# Callum Harriott
Callum Kyle Harriott, né le 4 mars 1994, est un footballeur anglais. Il évolue au poste d'ailier.

## Biographie
Le 3 mai 2014, il inscrit avec Charlton un triplé en Championship, contre le club de Blackpool.
Le 5 août 2016, il rejoint le club Reading. À l'issue de la saison 2018-2019, il est libéré par les Royals.
En juin 2019, il est retenu par le sélectionneur Michael Johnson afin de participer à la Gold Cup organisée aux États-Unis, en Jamaïque et au Costa Rica.
En juillet 2021, il est accusé d'avoir violé une femme durant son sommeil, une nuit de novembre 2019,.